# Lisa LaFlamme
Pour les articles homonymes, voir LaFlamme.
Lisa LaFlamme, née le 25 juillet 1964, est une journaliste canadienne, présentatrice de nouvelles sur le réseau de télévision canadien anglophone CTV. Malgré son succès populaire, son contrat de présentatrice est résilié en août 2022.

## Biographie
LaFlamme rejoint CTV National News (en) en 2003 à titre de correspondant à l'étranger, et comme substitut de Lloyd Robertson, présentateur de nouvelles
Elle succède à Lloyd Robertson au CTV National News, le journal télévisé de CTV de 23 heures, en septembre 2011.
En 2015, elle obtient le prix Écrans canadiens qui souligne son travail de présentatrice de nouvelles. En 2022, elle répète cet exploit. Elle est nommée à l'Ordre du Canada en 2019.
En août 2022, Lisa LaFlamme est remerciée par Bell Média, société-mère de CTV, même si elle est la « présentatrice [...] du journal télévisé national le plus regardé du pays ». Des gens croient que cette décision est motivée à la fois par du sexisme et de l'âgisme. Selon un chercheur, CTV cherche à diffuser plus régulièrement sur les réseaux sociaux dans le but d'attirer une clientèle plus jeune.
Devant la controverse suscitée par ce congédiement, Bell Média annonce vouloir lancer « une évaluation indépendante sur le climat dans la salle de nouvelles du réseau ». 
En septembre 2022 et à la suite de la mort d'Élisabeth II, le réseau Citytv annonce le recrutement de la journaliste comme correspondante à Londres.